# Цензура в Інтернеті

Цензура в Інтернеті за країною
Повсюдна цензура
Істотна цензура
Вибіркова цензура
Ситуація змінюється
Мала або відсутня цензура
Немає даних

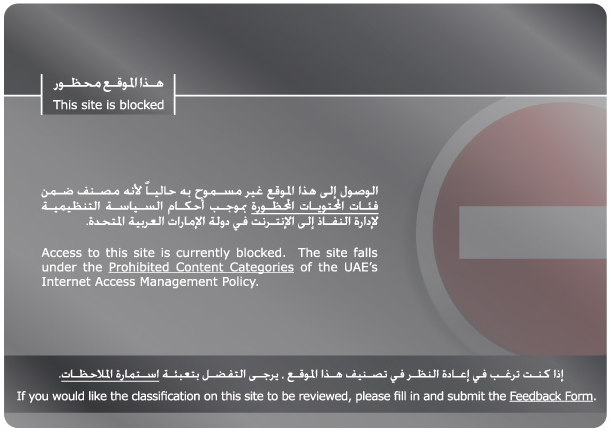
Рівень цензури в Інтернеті різниться в різних країнах. Демократичні країни зазвичай мають помірну цензуру, що дозволяє громадянам отримувати доступ до інформації та брати участь у публічних дебатах, хоча й з деякими виправданими обмеженнями. Навпаки, тоталітарні режими накладають суворі обмеження на доступ до Інтернету, щоб контролювати наратив і придушувати інакомислення. Вони використовують цензуру як інструмент для обмеження спілкування та запобігання дебатам на політичні та соціальні теми, особливо під час критичних подій, таких як вибори чи протести.

   Повсюдна цензура
   Істотна цензура
   Вибіркова цензура
   Ситуація змінюється
   Мала або відсутня цензура
   Немає даних

Цензура в Інтернеті — контроль та припинення публікації або доступу до інформації в мережі Інтернет. Своєю появою інтернет-цензура зобов'язана відсутності будь-яких національних кордонів в мережі Інтернет. Загальну проблематику інтернет-цензури можна визначити таким чином: інформація, що порушує закони держави (режим чинного уряду) та заблокована на внутрішніх ресурсах, може бути опублікована на вебсерверах в інших країнах.

## Форми цензури в Інтернеті
Оскільки Інтернет не перебуває під одноосібним керуванням якої-небудь держави, його ресурси розподілені між безліччю комерційних організацій, комплексна Інтернет-цензура достатньо складна, але цілком здійсненна. Вона здійснюється сукупним використанням наступних заходів:
1. Зосередження в руках держави управління мережевими комунікаціями або реальних важелів впливу на компанії, у віданні яких перебувають мережі, що виходять за межі держави. Це дозволяє директивним шляхом заборонити перегляд користувачами ресурсів, вміст яких вважається небажаним.
2. Постановка можливості доступу до Інтернет-ресурсів, контрольованим компаніями, в залежність від готовності таких компаній контролювати вміст ресурсів, видаляючи або редагуючи повідомлення, так чи інакше підпадають під цензуру влади країни. У результаті компанії, що підтримують, наприклад, систему мережевих блогів, опиняються перед вибором: або піддатися на шантаж та цензурувати інформацію, або відмовитися і втратити користувачів. Так, наприклад, для пошукової системи Google в Китаї через внутрішніх китайських провайдерів блокувався доступ до вмісту «кешованих» сторінок (цей кеш дозволяє в деяких випадках обійти заборону на перегляд певних сторінок, що потрапляють під цензурні обмеження) і це робилося до тих пір, поки Google сам не прибрав перегляд кешу з китайського варіанту сторінки результатів пошуку[2]. Піклуючись про розвиток свого бізнесу, великі Інтернет-компанії нерідко йдуть на угоду з урядами, що запроваджують цензуру в Інтернеті, щоб не втратити ринок, навіть вступаючи в суперечність із власною офіційно проголошеною політикою підтримки свободи слова[3].
3. Також уряди мають можливість контролювати зміст деяких Інтернет-ресурсів через підставні фірми, «неурядові організації» або приватних осіб, які під різними приводами цензурують інформацію.

Цензура в Інтернеті має в собі не лише блокування або закриття будь-яких вебресурсів, а й здійснення аналізу трафіку, організацію фіктивних опозиційних вебресурсів та застосування каральних заходів до авторів публікацій або власників вебсерверів.
За інформацією з звіту громадської організації «Репортери без кордонів» за 2008 рік було закрито або заблоковано 1740 вебсайтів, 105 блогерів постраждали за публікацію матеріалів в мережі Інтернет, з них 1 — убитий, 59 — арештовані, 45 — зазнали фізичного нападу.
Крім випадків тотального контролю над стиком національних мереж зі світовими в деяких країнах, таких як Китай, Північна Корея, Іран та ін., технічно важко зусиллями однієї держави подолати розподілену структуру Інтернету. Введення одних заходів веде до породження нових шляхів обходу обмежень. Найчастіше застосування цензури в Інтернеті більш затратно, ніж її подолання. Але величезні ресурси держав у багатьох випадках дозволяють її здійснювати.
«Я не бачу ніякої небезпеки для світу в цілому, якщо хтось буде намагатися обмежити вільне поширення інформації через Мережу. Контролювати Інтернет неможливо, — вважає Білл Гейтс. — Рано чи пізно свобода знову переможе».

## Способи подолання цензури
Для подолання цензури в Інтернеті користувачі використовують можливість доступу до заблокованих ресурсів через дозволені ресурси. Такими ресурсами є: вебпроксі, проксі-сервер, анонімні мережі, вебсервіси перекладу вмісту вебсторінок за вказівкою адреси сторінки (наприклад, Перекладач Google).

### Вебпроксі
Програмне забезпечення, яке встановлюється на вебсервері і за допомогою вебінтерфейсу дозволяє отримувати доступ до введених адрес вебсторінок. Завантаження зазначених вебадрес проводиться від ім'я вебсервера, тим самим забезпечуючи анонімність доступу для користувачів Інтернет. Використання вебпроксі не вимагає яких-небудь змін в налаштуваннях мережевих підключень, що дозволяє використовувати його в локальних мережах, де доступ в Інтернет забезпечується через обмеження проксі-сервера.
Проте практично всі проксі- та вебпроксі-сервера ведуть логи відвідувачів, що не гарантує анонімності.

### Проксі-сервер
Проксі-сервер дозволяє надавати доступ IP-адресу однієї підмережі до іншої, використовуючи IP-переадресацію. Проксі-сервер в більшості випадків — програмне забезпечення, що працює по одному з наступних протоколів: HTTP, HTTPS, SOCKS 4/5 та ін.. Це програмне забезпечення працює як інтерфейс на одному з локальних портів, тим самим забезпечуючи доступ до власної системи переадресації для користувачів локальної мережі. Проксі-сервер не завжди забезпечує анонімність і може бути недоступний з інших локальних мереж.
Типи проксі-серверів:
- пересилаючі проксі (forward proxies);
- прозорі проксі (transparent proxies);
- кешуючі проксі (caching proxies);
- проксі забезпечення безпеки (security proxies);
- зворотні проксі (reverse proxies).

Проксі-сервер може бути публічним та приватним. Публічний проксі-сервер доступний всім користувачам підмережі проксі-сервера без процесу автентифікації, а приватний проксі-сервер доступний лише певним користувачам, найчастіше для заданих MAC-адрес або після проходження авторизації за допомогою логіна та пароля.

### Анонімні мережі
Анонімна мережа — комп'ютерна мережа, створена для забезпечення анонімності в мережі Інтернет, що використовує структуру та технології глобальної мережі. Багаторівневе шифрування та розподілений характер анонімних мереж, усуваючи єдину точку відмови та єдиний вектор атак, дозволяють зробити перехоплення трафіку або навіть злом частини вузлів мережі не фатальною подією. Зазвичай для підключення до анонімних мереж необхідно встановити на комп'ютері користувача спеціальне програмне забезпечення, але в деяких випадках цього не потрібно. Найбільш поширеними прикладами таких мереж є однорангові Freenet і I2P (Invisible Internet Project), а також гібридна TOR (The Onion Router). Головними недоліками анонімних мереж є збільшення часу відгуку, зниження швидкості та зростання обсягів мережевого трафіку.

### Онлайн-перекладачі
Сучасні онлайн-перекладачі, такі як Google Перекладач дозволяють перекладати вміст вебсторінок за вказаною вебадресою. Оскільки вказана вебадреса для перекладу завантажується на вебсервер перекладача, користувач може отримати вміст заблокованої всередині його мережі вебсторінки. Для використання цього методу необхідний доступ до сторінок онлайн-перекладача. Обмеженням є неможливість авторизації на віддаленому вебсервері. Цей метод підходить лише для отримання заблокованої текстової інформації.

### RSS-агрегатори
Ще одним способом отримання заблокованої текстової інформації є RSS-агрегатори. Майже всі основні ЗМІ транслюють RSS-стрічки новин, які можуть бути завантажені в онлайновий RSS-агрегатор. Оскільки вебагрегатор завантажує зазначені стрічки новин до себе на сервер перед тим, як їх відобразити користувачеві, для отримання заблокованих ЗМІ необхідно мати доступ до цього вебагрегатору та знати мережеву адресу новинної стрічки.

### Електронна пошта
Одним з найстаріших способів отримання вмісту вебсторінок є інтернет-шлюзи — «інтернет на пошту». Для отримання вмісту якої-небудь заблокованої сторінки необхідно відправити її вебадресу на адресу електронної пошти такого шлюзу. У відповідь на вказану зворотну адресу прийде лист, що містить зазначену вебсторінку. Для використання цього сервісу необхідний лише доступ до електронної пошти. Приклади таких служб: Web4W3, ERC Web-to-Email та www4mail [Архівовано 12 лютого 2015 у Wayback Machine.].

### Віртуальні приватні мережі (VPN)
VPN (Virtual Private Network — віртуальна приватна мережа) — це логічна мережа, яка створюється поверх якої-небудь іншої мережі, включаючи Інтернет. VPN забезпечує захищений тунель, який встановлюється між комп'ютером користувача та спеціальним сервером. При роботі з VPN весь трафік передається у вигляді зашифрованих GRE-пакетів як від користувача до сервера, так і назад. Сервер виступає в ролі прозорого проксі для всіх інтернет-протоколів. Таким чином, на зміну IP-адреси, виданої провайдером, прийде адреса використовуваного VPN-сервісу. VPN вигідно відрізняється від інших способів досягнення анонімності наявністю повного шифрування від клієнта до сервери, адже при використанні проксі-серверів або SOCKS користувач не застрахований від перехоплення пакетів по шляху від свого провайдера до сервера, якому довірена анонімність, оскільки запити, E-Mail та повідомлення йдуть в незашифрованому вигляді і всі його дії можуть бути занесені до логів локальної мережі або провайдера. Недоліками VPN є затримка на першому хопі, рівна затримці між комп'ютером користувача та VPN-сервером, а також пониження швидкості за рахунок інкапсуляції та надлишкового кодування. Крім того, алгоритм шифрування VPN може зажадати апгрейда ОС, багато з яких підтримують за замовчуванням лише 40 і 56-бітове шифрування, яке не може вважатися надійним. Прикладами анонімних VPN-сервісів можуть слугувати IPREDator, Anonymizer, LogMeIn, Relakks, CyberGhost, а також Hamachi, Hotspot Shield і спеціальні рішення OpenVPN.

Тільки серпень 2018 го було заборонено 14 з половиною тисяч адрес, які ведуть на сайти різних онлайн-казино, а в цілому за весь рік це число вже встигла перевищити 76000 сайтів, що приблизно на 270 відсотків більше, ніж аналогічні показники 2017 року. За 2022-23 роки РНБО вніс в перелік заборонених інтернет-ресурсів 189 позицій, оскільки за законом виключно ліцензія Комісії з регулювання азартних ігор і лотерей є підтвердженням допуску грального закладу до роботи на території України . 